# Ulica Elbląska w Braniewie
Ulica Elbląska w Braniewie – ulica Braniewa. Jedna z ważniejszych i najdłuższych arterii komunikacyjnych miasta. Jest w całości częścią drogi wojewódzkiej nr 504.
Do 1945 roku nosiła nazwy Berliner Straße (pierwszy odcinek) oraz dalej Frauenburger Chausse, w 1933 roku przemianowana na Ludendorffstraße.

## Historia

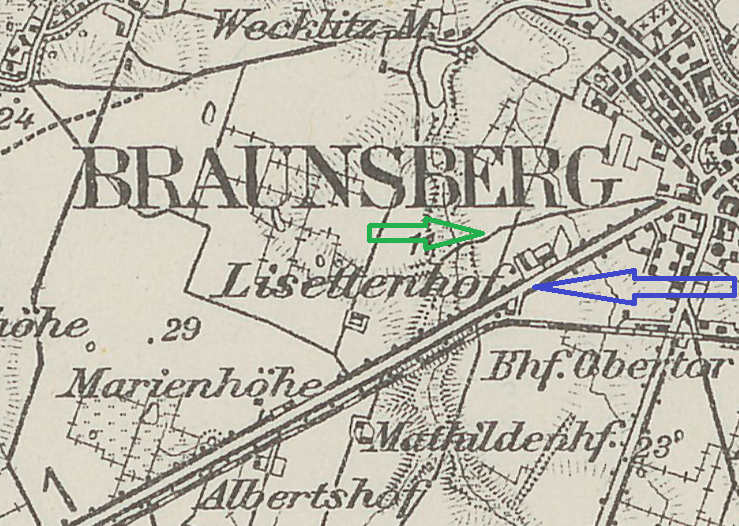
Przebieg starej ulicy – zielona strz., nowej z 1826 – niebieska

Ukształtowanie ulicy Elbląskiej – niemal w linii prostej – pokazuje, że jest to budowla pochodząca z nowszych czasów, choć połączenie komunikacyjne Braniewa z Fromborkiem i Elblągiem istniało od średniowiecza. Gdy w latach 1818–1826 wytyczano tędy tzw. Berliński Trakt (Berliner Chaussee, później nazwany Reichsstraße 1), zmieniono pierwotny przebieg drogi, prowadząc ją w jej współczesnym przebiegu. Nowa szosa, utwardzona tłuczniem i żwirem, miała 7 m szerokości, prowadziła z Królewca przez Braniewo i Frombork do Elbląga i była najważniejszą drogą krajową, którą kursowała poczta konna. Stary przebieg tej ulicy przebiegający przez Braniewo – nieco na północ, przy szpitalu Najświętszej Marii Panny (St. Marien-Krankenhaus) – został zlikwidowany po wybudowaniu w XX w. obiektów: seminarium duchownego (1932) i koszar wojskowych przy Yorckstraße (1935).
W XIX i na początku XX wieku Braniewo przeżywało okres rozkwitu. Miasto rozbudowywało się we wszystkich kierunkach. Kwartał miasta powstający przy tej ulicy był określany do XIX wieku nazwą Frauenburger Vorstadt (Fromborskie Przedmieście), następnie został on wchłonięty przez większą dzielnicę Koźlin.
8 sierpnia 1843 został przy tej ulicy uroczyście otwarty przez biskupa diecezji warmińskiej Geritza konwikt dla młodzieży szkolnej, zwany powszechnie konwiktem biskupim. Posiadał on adres Berliner Straße 29, później Ludendorffstraße 5.
W latach 20. XX wieku zaistniała pilna potrzeba wybudowania nowego większego obiektu seminarium duchownego w Braniewie, gdy powiększyło się ono o seminarzystów sąsiedniej diecezji gdańskiej i wolnej prałatury w Pile. W tym celu diecezja nabyła w mieście, przy szosie prowadzącej do Elbląga, parcelę o powierzchni 16 morgów. Budowę nowego gmachu powierzono pochodzącemu z Reszla architektowi Kurtowi Maternowi. Nowy okazały gmach seminarium poświęcony został przez nuncjusza apostolskiego Cesare Orsenigo 23 sierpnia 1932 roku. Seminarium posiadało adres Ludendorffstraße 18, przetrwało tylko do roku 1945.
Pod koniec lat 70. XX w. na wjeździe do miasta przy ulicach Elbląskiej i Olsztyńskiej zamontowano klucze-witacze, zaprojektowane przez profesora Akademii Sztuk Pięknych w Gdańsku Sławoja Ostrowskiego, które witały osoby wjeżdżające do Braniewa. W 2018 klucze zdemontowano ze względu na ich zły stan techniczny. 12 września 2022 ustawiono przy tych samych ulicach nowe instalacje kluczy, będące kopiami oryginałów.
W latach 2019–2020, podczas remontu drogi wojewódzkiej nr 504 na odcinku Braniewo–Pogrodzie, ulica Elbląska została zmodernizowana, wymieniono całą nawierzchnię, położono nowe chodniki, wzdłuż ulicy wybudowano ścieżkę pieszo-rowerową prowadząca do pobliskiej miejscowości Stępień.

## Przy ul. Elbląskiej położone są lub były m.in. obiekty
- konwikt biskupi (Berliner Straße 29, później Ludendorffstraße 5)
- nowy gmach seminarium duchownego (Ludendorffstraße 18)
- stacja paliw „Orlen”
- cmentarz komunalny Braniewa
- Cmentarz żołnierzy Armii Radzieckiej

## Galeria zdjęć

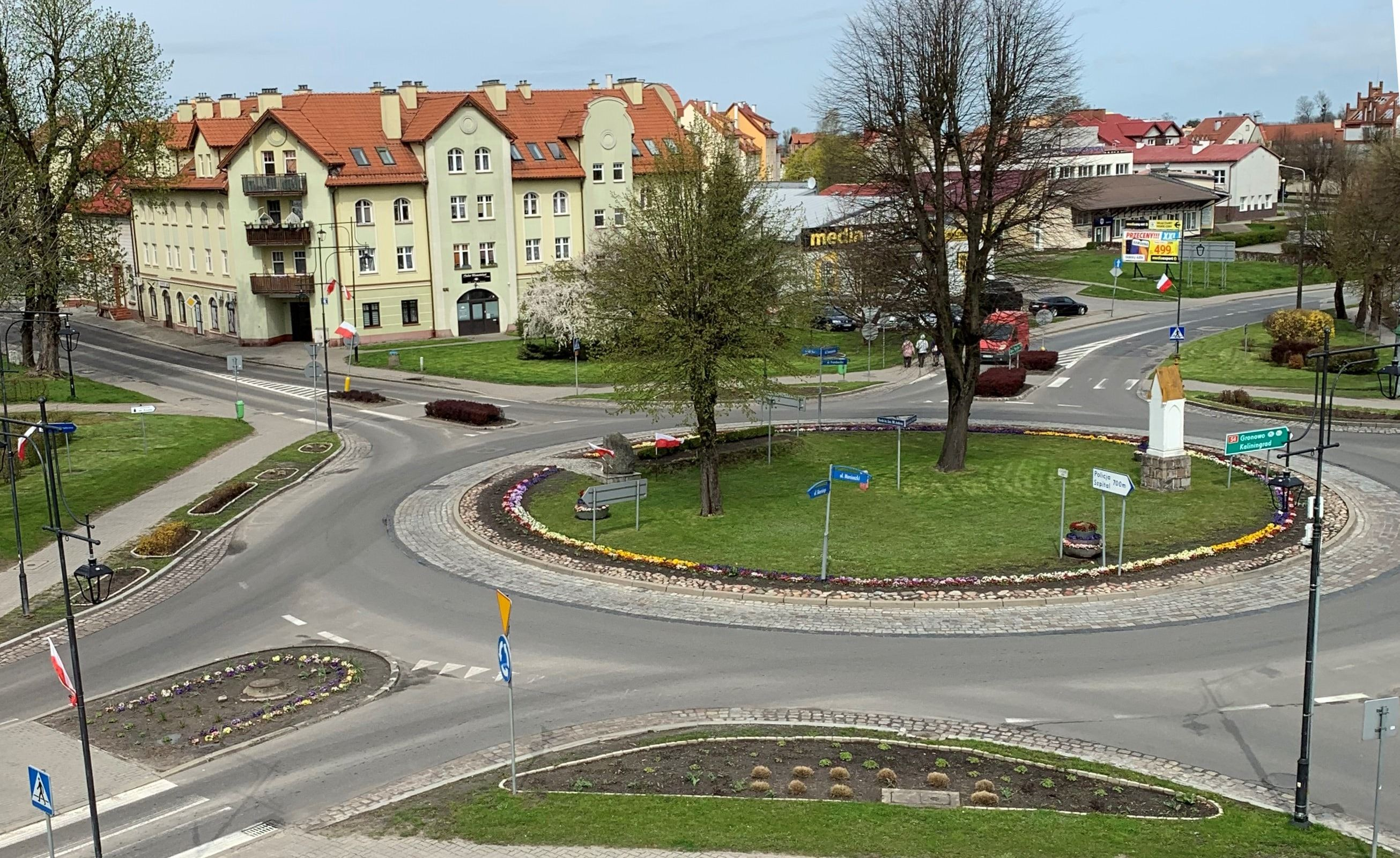
Rondo im. gen. Andersa – początek ul. Elbląskiej
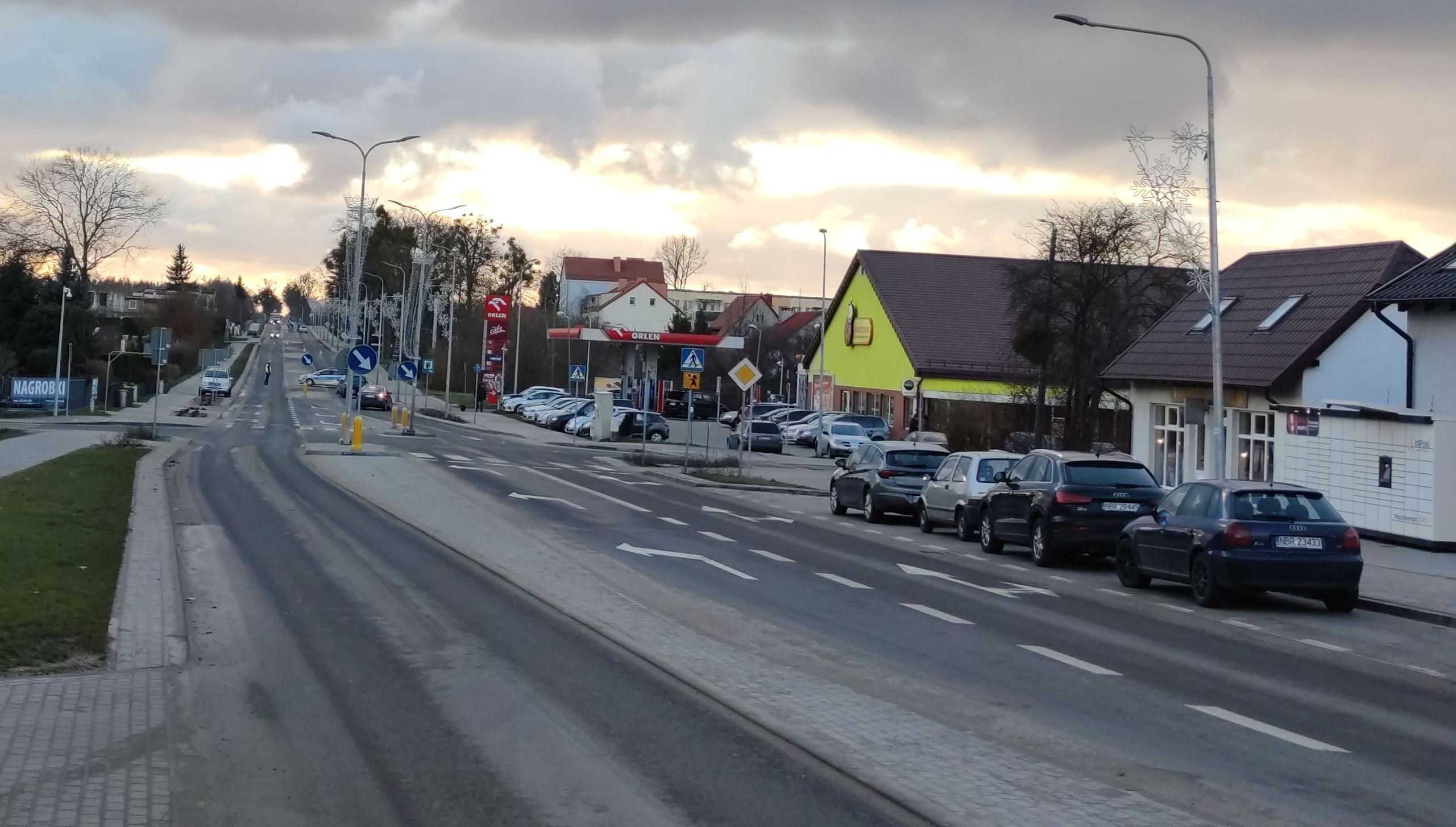
Widok w stronę Fromborka
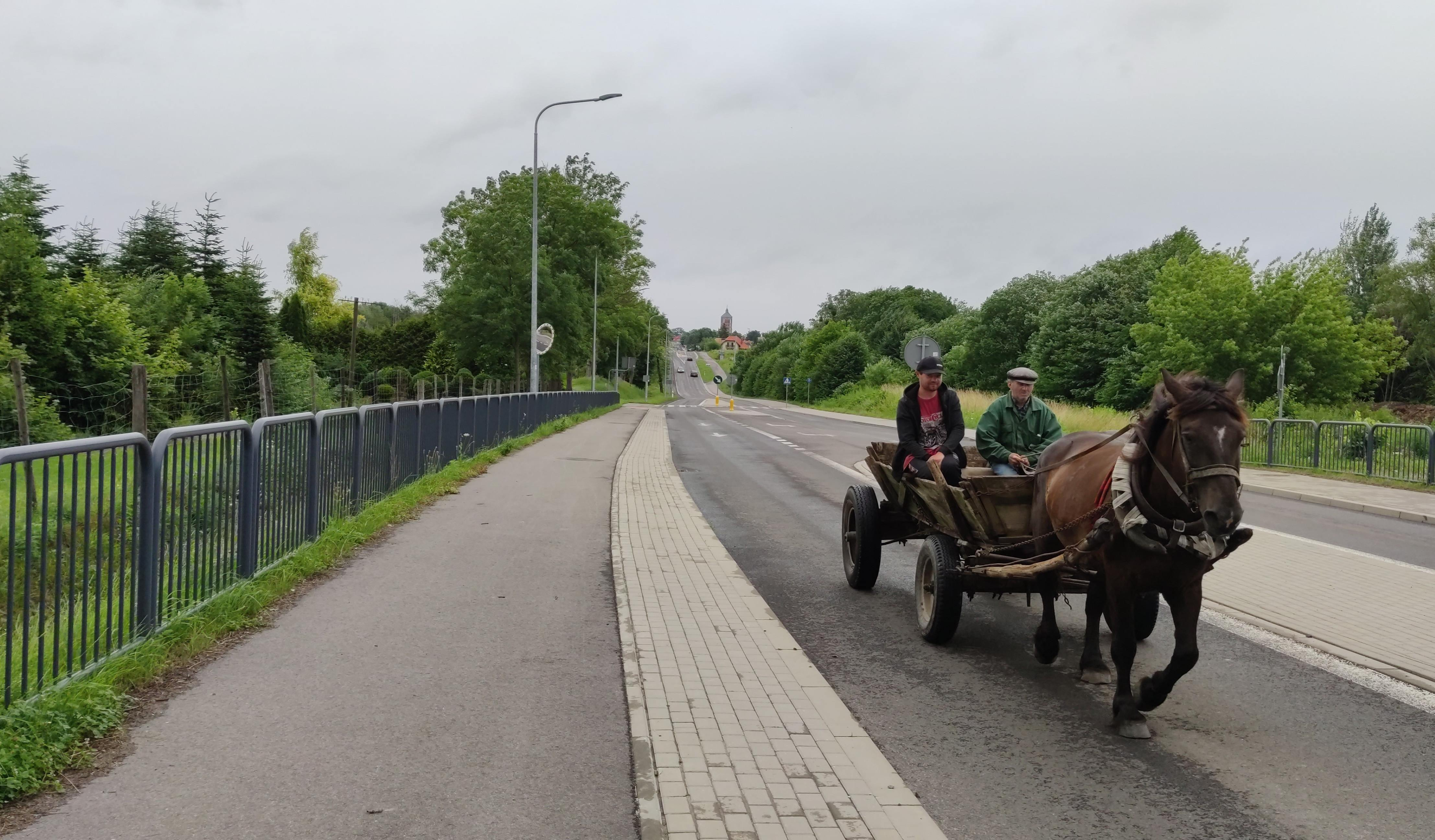
Widok w stronę miasta
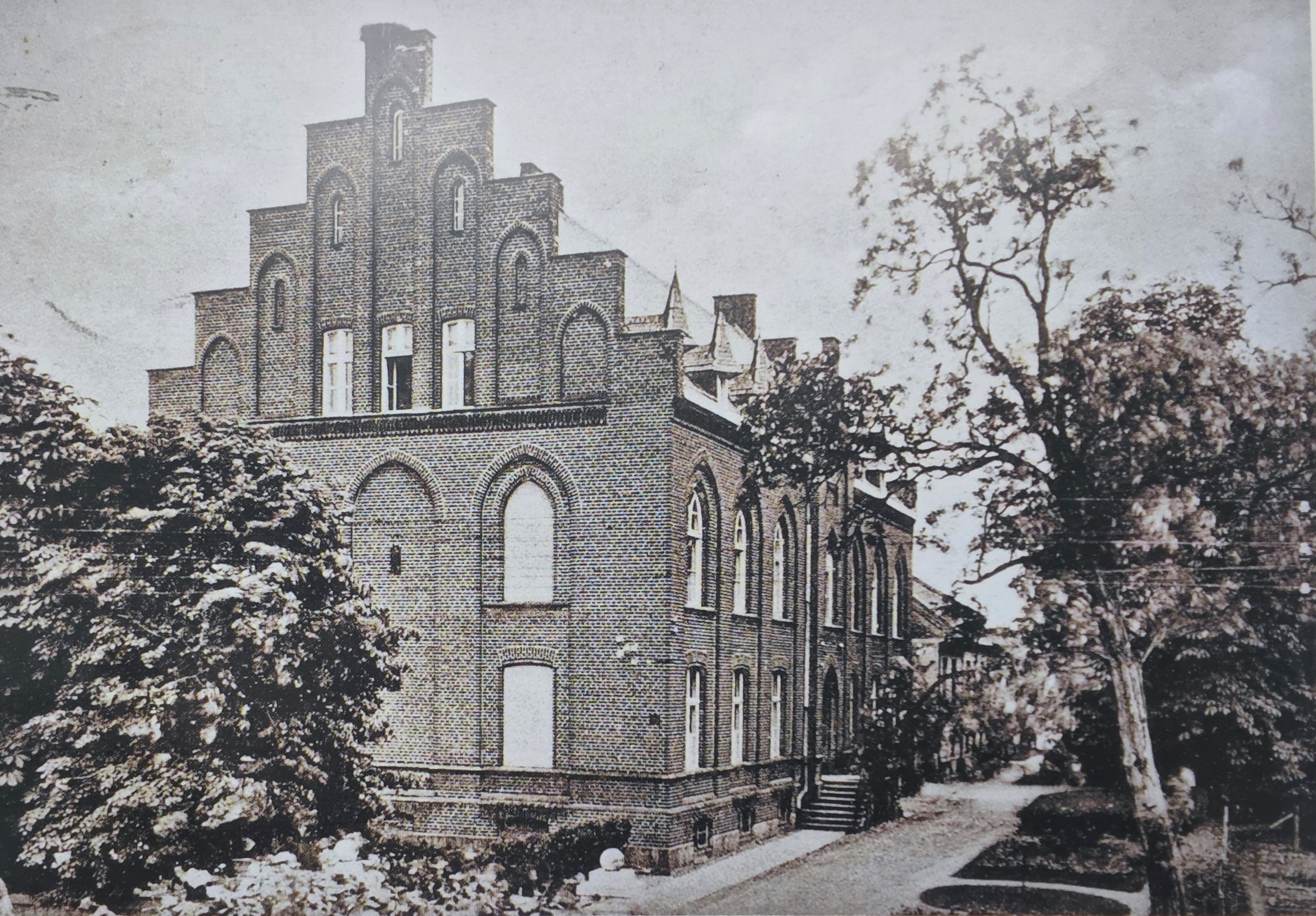
Konwikt biskupi (1872)
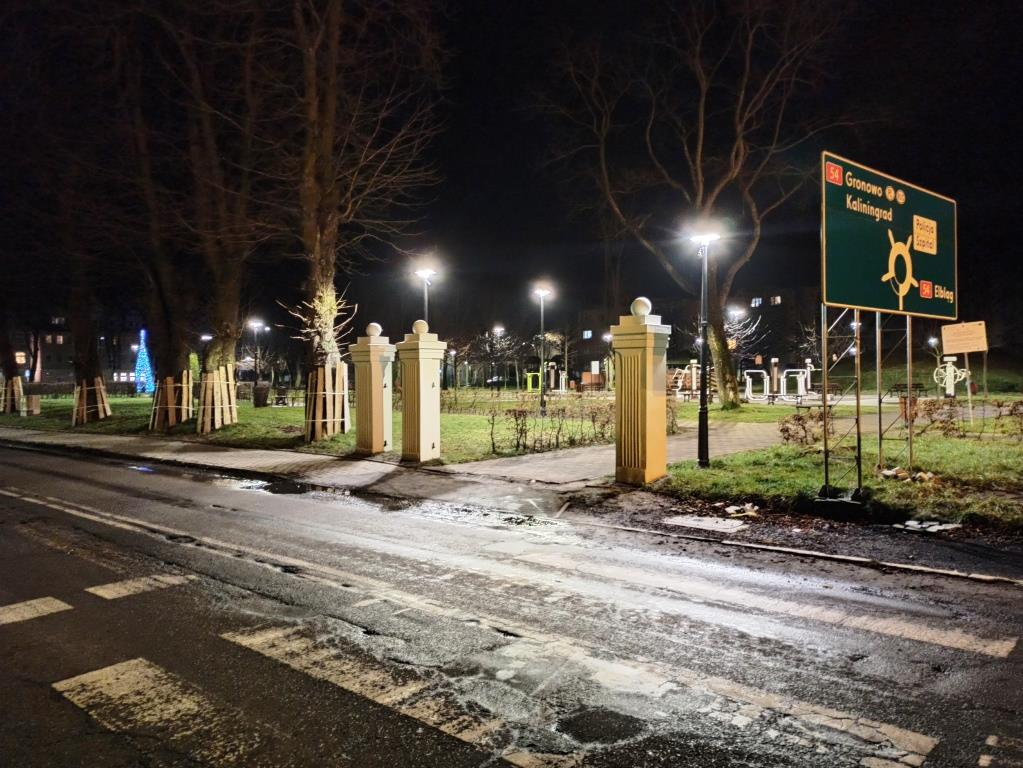
Brama – jedyny ślad po konwikcie
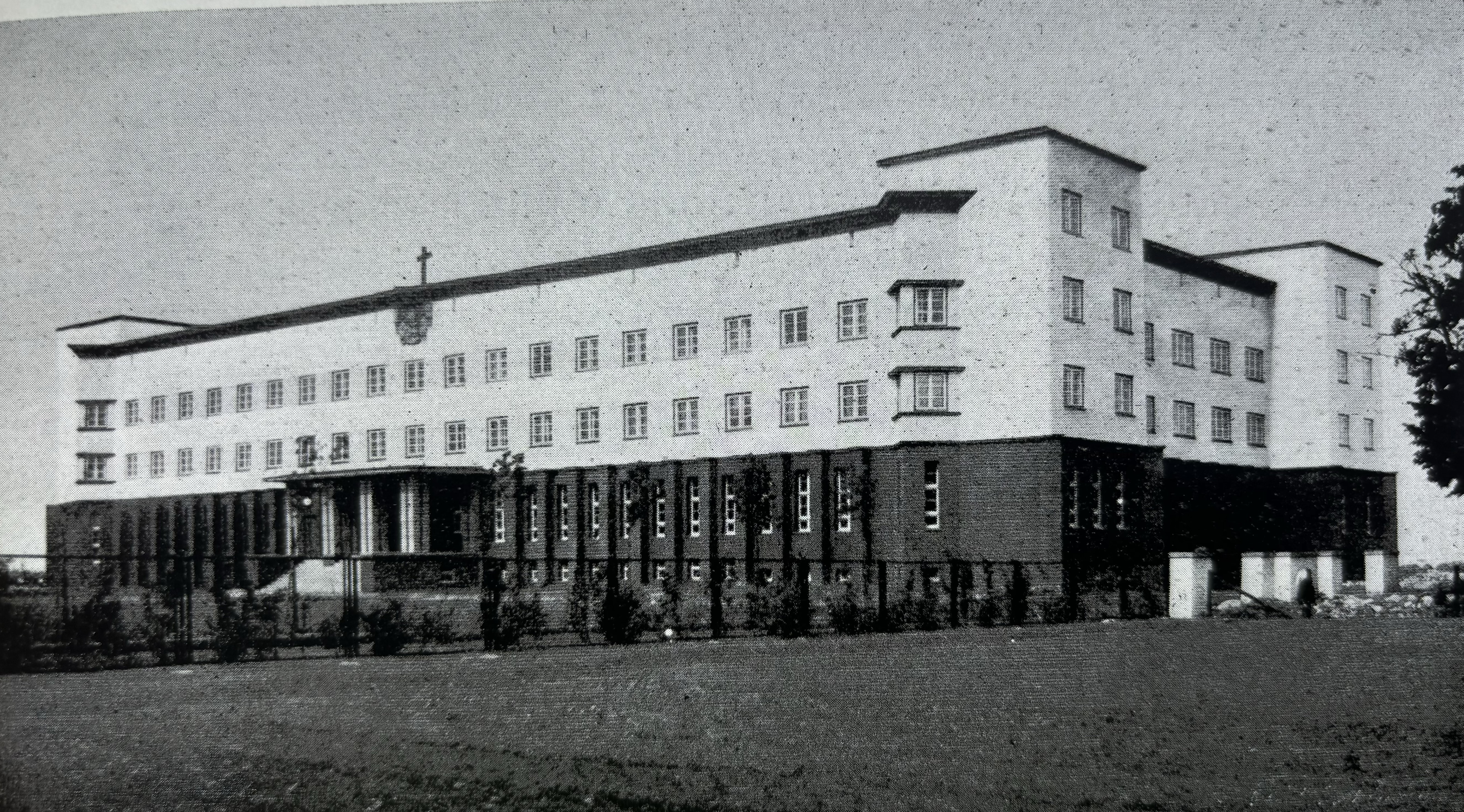
Nowy gmach seminarium duchownego (1932)
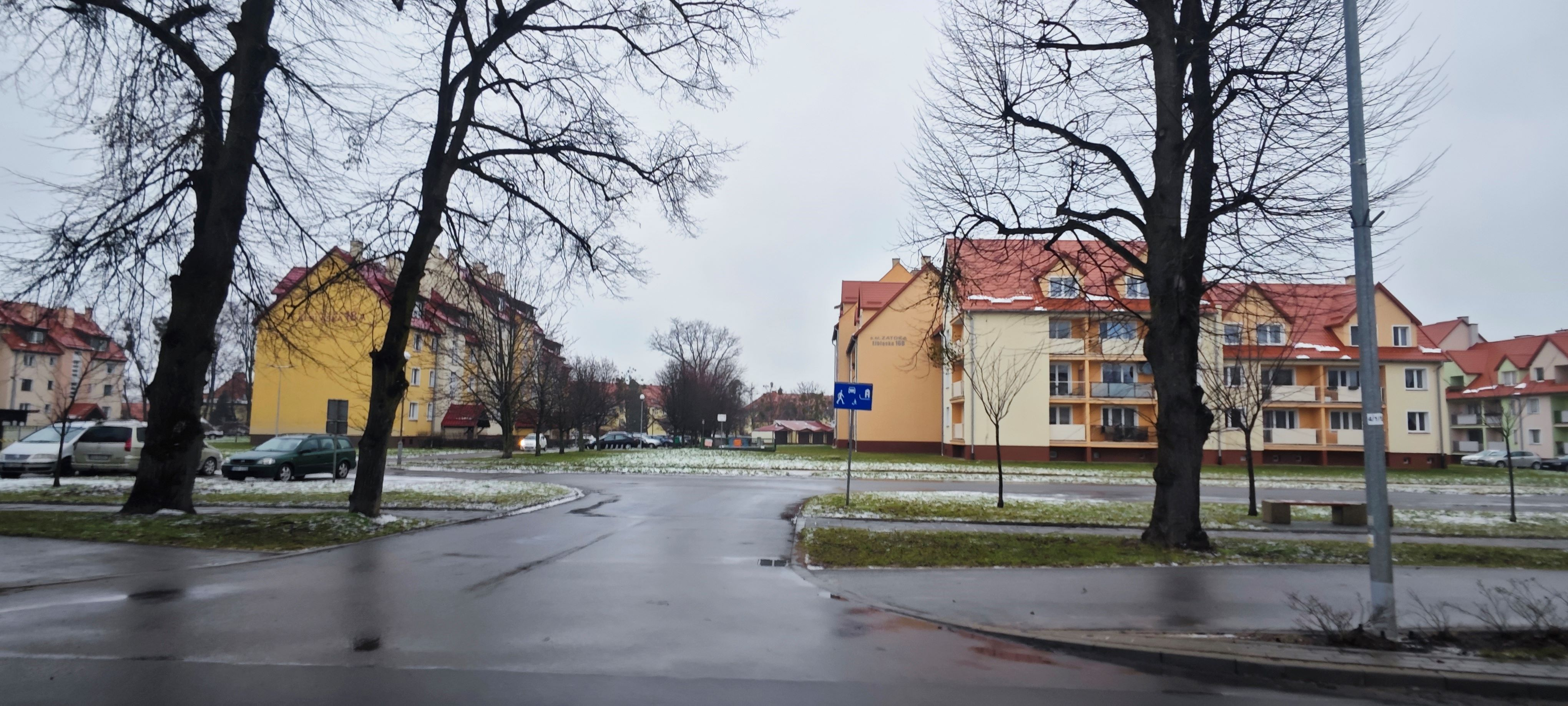
Zabudowa współczesna w miejscu seminarium
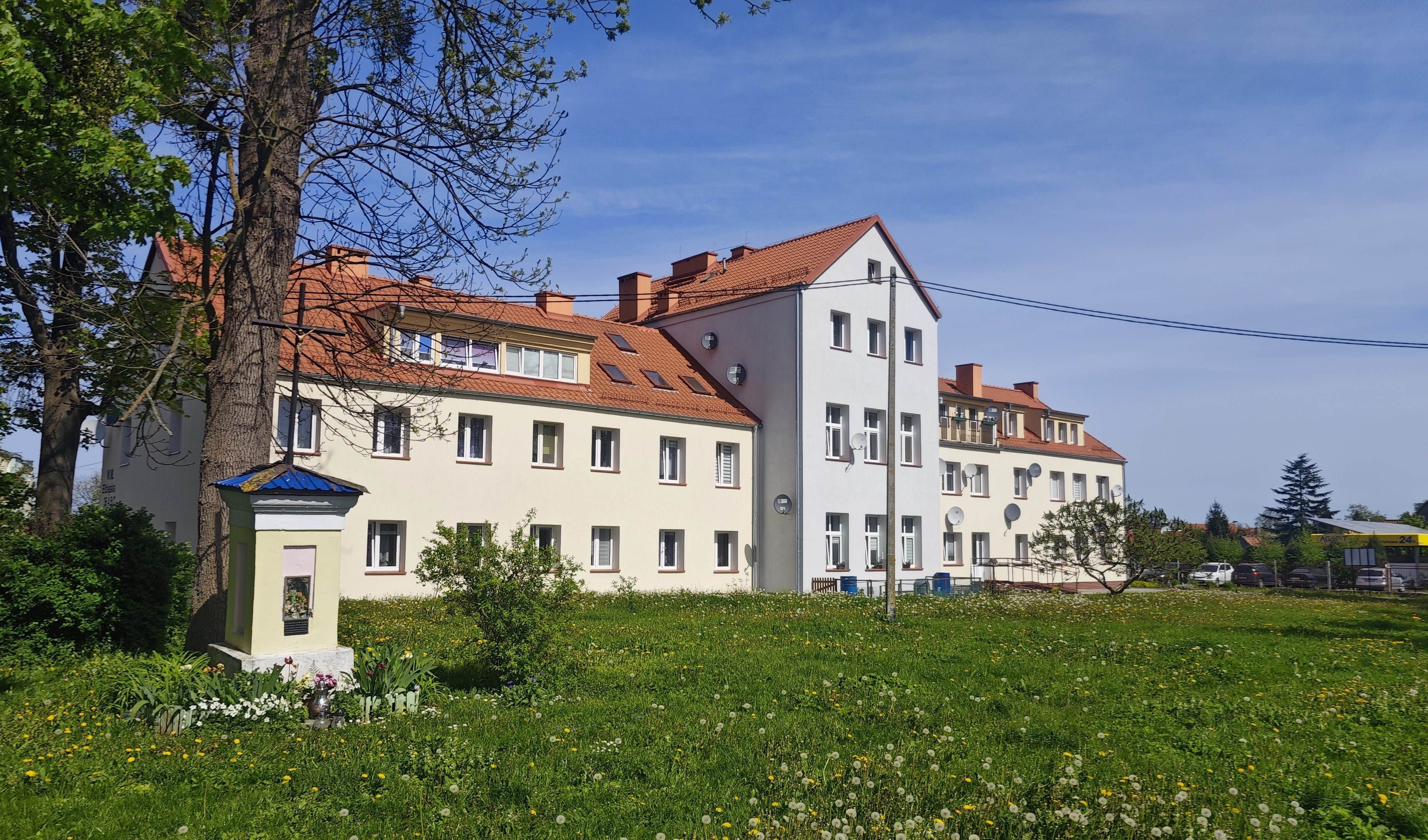
Dom mieszkalny, wcześniej schronisko młodzieżowe
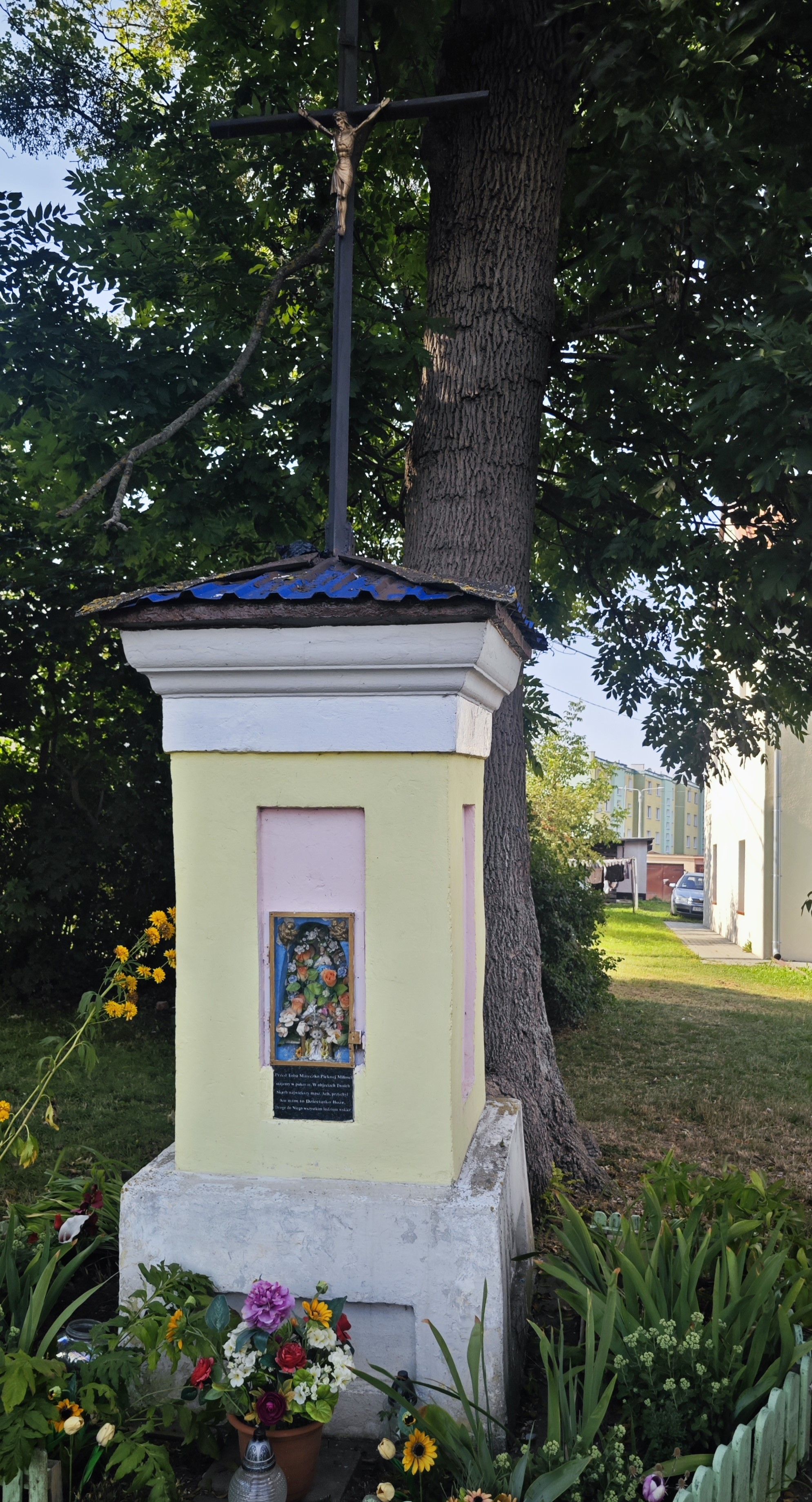
Kapliczka
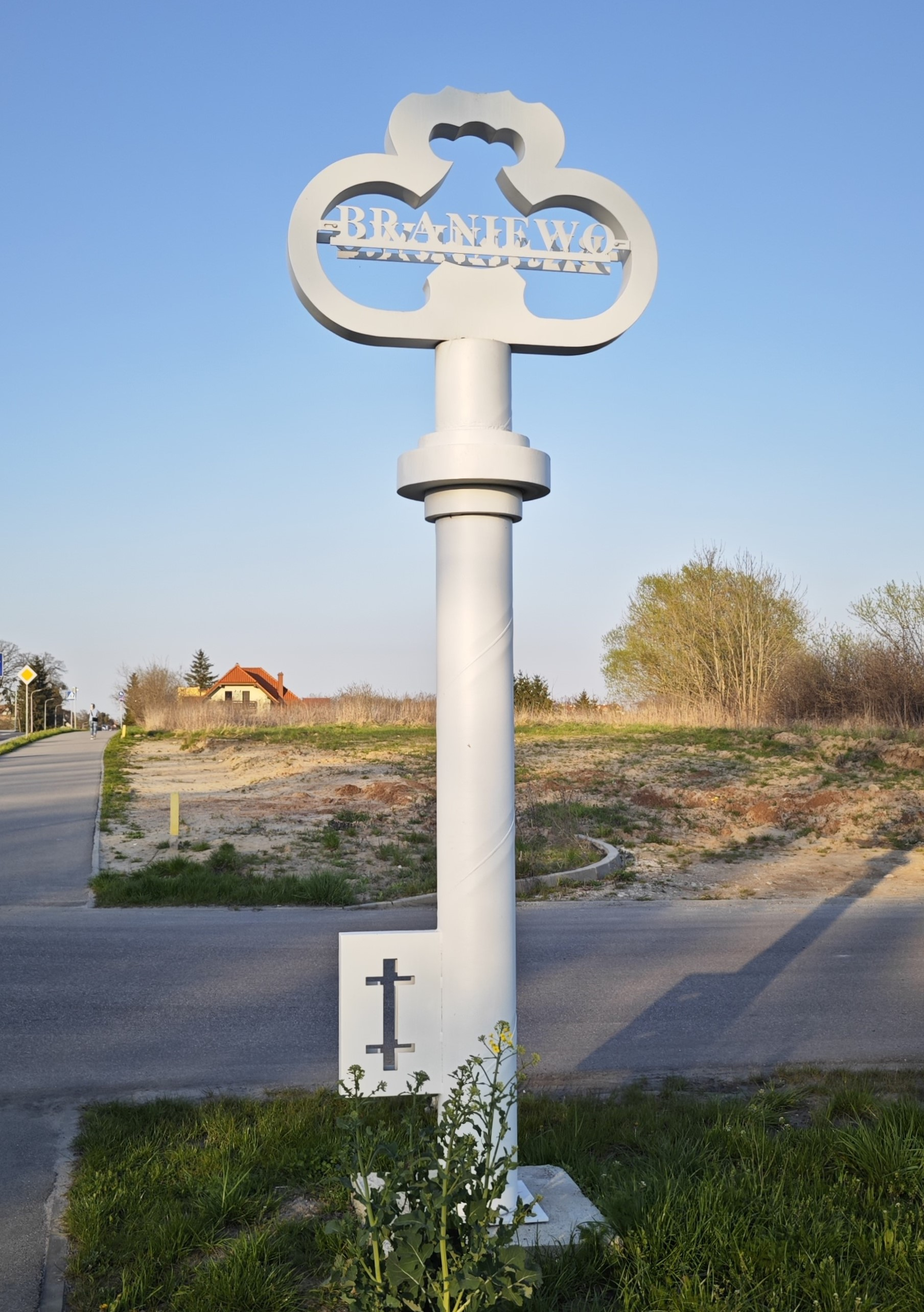
Klucz-witacz